# Monica Azuba Ntege
Monica Azuba Ntege (Geburtsname: Monica Azuba; * 12. Februar 1956) ist eine ugandische Ingenieurin und Politikerin der National Resistance Movement (NRM), die seit 2016 Ministerin für Arbeiten und Verkehr ist.

## Leben
Monica Azuba Ntege begann nach dem Besuch der Gayaza High School 1975 ein Studium im Fach Bauingenieurwesen an der Makerere-Universität, das sie 1979 mit einem Bachelor of Science in Civil Engineering (B. Sc. Civ. Eng.) abschloss. Danach begann sie ihre berufliche Laufbahn bei der 1965 gegründeten Uganda Commercial Bank Ltd. (UCB/UCBL) und war dort zunächst Trainee-Ingenieur sowie anschließend zwischen 1983 und 1987 Immobilienmanagerin. Nachdem sie 1987 ein Management-Diplom des Chartered Institute of Builders in Brighton erworben hatte, arbeitete sie zwischen 1987 und 1990 erst als Projektingenieurin bei der UCB sowie im Anschluss von 1990 bis 1992 als Managerin für Darlehensabwicklung bei der UCBL. Sie war danach zwischen 1992 und 1993 erst Assistierende Chefmanagerin für Darlehensabwicklung bei der UCBL beziehungsweise von 1994 bis 1998 Assistierende Chefmanagerin für Darlehensabwicklung bei der Data Bank, ehe sie zuletzt zwischen 1998 und 2002 Chefmanagerin für Grundbesitz und Logistik der UBCL war. 2003 wechselte sie zur Stanbic Bank Uganda Limited (SBU) und war zuerst Managerin für Beschaffung und Investitionsausgaben und im Anschluss zwischen 2006 und 2014 Managerin der Immobilien der SBU sowie danach von 2014 bis 2016 Unternehmensdirektorin der Ultra Uganda Ltd.
2016 wurde Monica Azuba Ntege Ministerin für Arbeiten und Verkehr (Minister of Works and Transport) im Kabinett von Premierminister Ruhakana Rugunda.